# Administração tributária
Em direito tributário, administração tributária ou administração fiscal refere-se a entidades e órgãos da administração pública com atribuições, competência e funções para definir atos e controlar as obrigações fiscais. É o negócio público associado à estruturação e articulação de meios estatais em torno de processos que visam à obtenção de rendas em favor da esfera pública, mediante a exploração econômica de bases tributárias que sustentem os seus objetivos e propósitos.

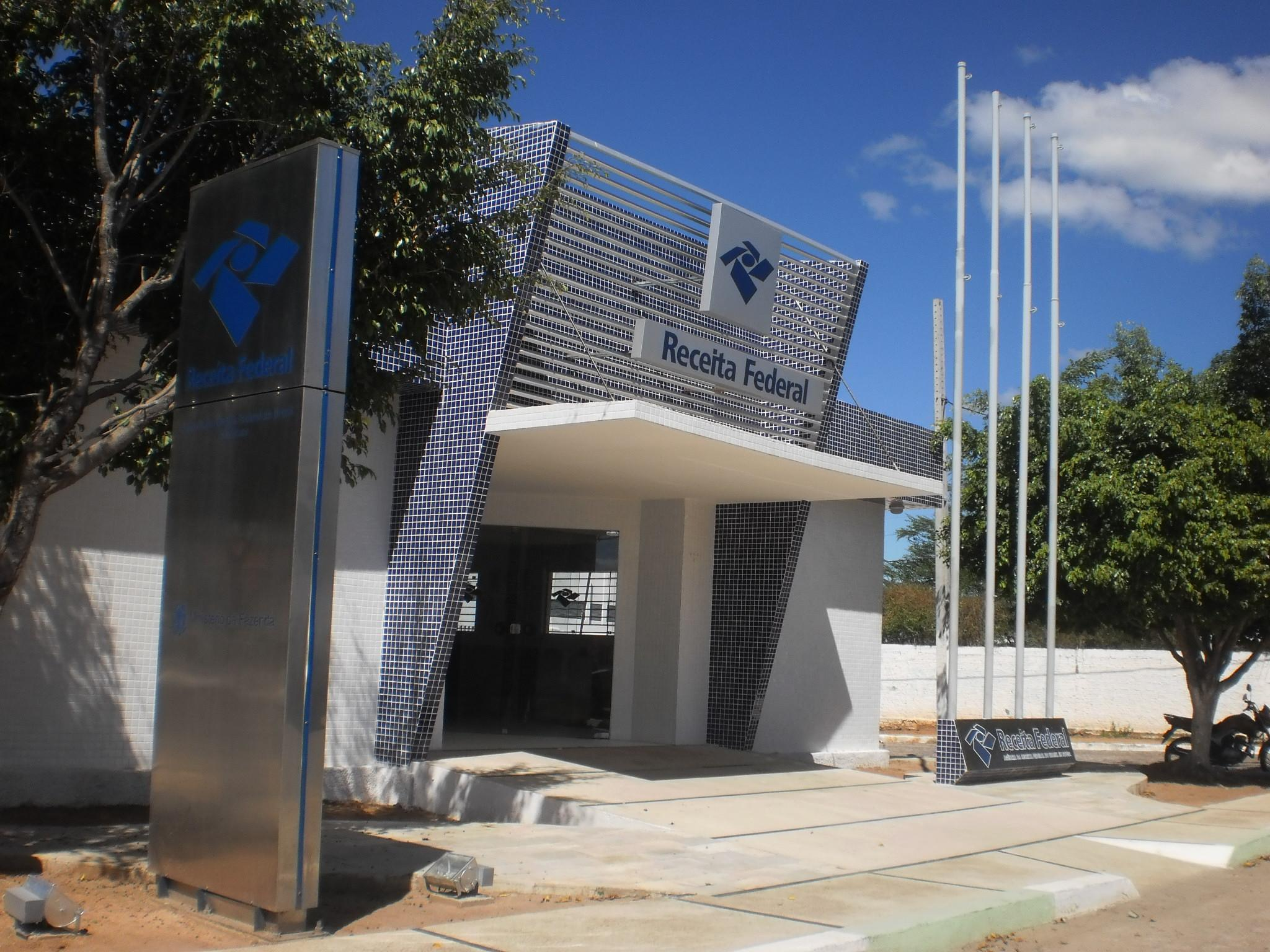
Agência da Receita Federal do Brasil (RFB) em Sousa, na Paraíba. A RFB é o órgão responsável pela administração fiscal no Brasil.

No Brasil, a administração tributária é constituída pelas atribuições definidas na Constituição de 1988 e nas leis da União, governos estaduais, municípios e Distrito Federal. 
O controle da administração fiscal tem caráter de obrigatoriedade.
A administração tributária envolve uma série de atividades que vão além da simples arrecadação de impostos. Ela inclui a formulação de políticas tributárias, a fiscalização do cumprimento das obrigações tributárias, o recolhimento, a repartição das receitas tributárias, a gestão da dívida ativa e a aplicação de sanções em caso de descumprimento das normas fiscais. Vários órgãos do governo estão envolvidos nessas atividades, cada um com suas próprias responsabilidades e competências.
Desta forma, os órgãos que desempenham as funções essenciais à Administração Tributária são:
No âmbito compartilhado dos entes da Federação:
1.   Comitê Gestor do Imposto sobre Bens e Serviços: Segundo artigo 156-B da Constituição Federal, compete ao Comitê editar regulamento único e uniformizar a interpretação e a aplicação da legislação do imposto, arrecadar o imposto, efetuar as compensações e distribuir o produto da arrecadação entre Estados, Distrito Federal e Municípios e decidir o contencioso administrativo;     (Incluído pela Emenda Constitucional nº 132, de 2023)
No âmbito Federal:
2.   Procuradoria-Geral da Fazenda Nacional (PFN): A PFN é responsável pela representação da União em causas fiscais, pela cobrança judicial e administrativa dos créditos tributários e não-tributários e pelo assessoramento e consultoria no âmbito do Ministério da Fazenda. Portanto, a PFN desempenha um papel crucial na administração tributária, garantindo que os créditos tributários devidos à União sejam efetivamente cobrados.
3.   Secretaria do Tesouro Nacional (STN): A STN é responsável pela política fiscal do governo, incluindo o recolhimento tributário e a repartição das receitas tributárias (Capítulo do Sistema Tributário Nacional da constituição Federal). Portanto, a STN desempenha um papel fundamental na administração tributária, garantindo que os recursos arrecadados sejam gerenciados e tenha sua repartição tributária de forma eficiente e eficaz.
4.   Receita Federal: A Receita Federal é órgão responsável pela administração dos tributos federais e pelo controle aduaneiro. É responsável pela arrecadação de impostos, pela fiscalização do cumprimento das obrigações tributárias e pela aplicação de sanções em caso de descumprimento das normas fiscais.
5.   Ministério do Trabalho: Embora o Ministério do Trabalho não esteja diretamente envolvido na arrecadação de impostos, ele desempenha um papel importante na administração tributária ao garantir o cumprimento das normas trabalhistas, que incluem obrigações tributárias como o lançamento e recolhimento da contribuição previdenciária. Conforme artigo 11 da LEI No 10.593, DE 6 DE DEZEMBRO DE 2002, compete aos Auditores Fiscais do Trabalho a verificação do recolhimento e a constituição e o lançamento dos créditos referentes ao Fundo de Garantia do Tempo de Serviço (FGTS) e à contribuição social de que trata o art. 1º da Lei Complementar no 110, de 29 de junho de 2001, objetivando maximizar os índices de arrecadação.
No âmbito dos entes subnacionais, integram a Administração Tributária:
6.   Secretarias da Fazenda dos Estados, dos Municípios e DF;
7.   Procuradoria Geral dos Estados e Municípios e
8.   Institutos de previdências dos regimes próprios.
Portanto, todos esses órgãos desempenham papéis importantes na administração tributária, cada um contribuindo à sua maneira para garantir que o sistema tributário funcione de maneira eficaz e eficiente.
A Constituição brasileira prevê que as administrações tributárias da União, dos Estados, do Distrito Federal e dos Municípios são atividades essenciais ao funcionamento do Estado, exercidas por servidores de carreiras específicas, tendo recursos prioritários para a realização de suas atividades, devendo atuar de forma integrada, inclusive com o compartilhamento de cadastros e de informações fiscais, na forma da lei ou convênio.
Cabe à administração tributária, mediante atuação dos ocupantes das referidas carreitas, prover o Estado com os recursos financeiros necessários ao funcionamento das instituições dos três Poderes da República, bem como à implementação das políticas públicas, fiscais e do gerenciamento das repartições tributárias. Conforme Art. 156-B da Constituição Federal,  as competências exclusivas das carreiras da administração tributária e das procuradorias dos Estados, do Distrito Federal e dos Municípios serão exercidas, no Comitê Gestor e na representação deste, por servidores das referidas carreiras. (Incluído pela Emenda Constitucional nº 132, de 2023)
Recentemente foi publicado, no âmbito do Ministério da Fazenda, a PORTARIA MF Nº 34, DE 11 DE JANEIRO DE 2024 que institui o Programa de Assessoramento Técnico à Implementação da Reforma da Tributação sobre o Consumo - PAT-RTC, composto pela:
1.      Comissão de Sistematização,
2.      pelo Grupo de Análise Jurídica e
3.      por Grupos Técnicos, com vistas a subsidiar a elaboração dos anteprojetos de lei decorrentes da Emenda Constitucional nº 132, de 20 de dezembro de 2023.
Integram esse programa de administração tributária:
1.     A Secretaria Extraordinária da Reforma Tributária;
2.     Advocacia Geral da União;
3.     Secretária Especial da Receita Federal do Brasil
4.     Representante dos Estados (indicados pelo Comitê Nacional de Secretários de Fazenda, Finanças, Receita ou Tributação dos Estados e do Distrito Federal)
5.     Representante dos Municípios (Indicados pela Confederação Nacional de Municípios e pela Frente Nacional de Prefeitas e Prefeitos);
6.     Procuradoria-Geral da Fazenda Nacional;
7.     Procuradorias dos Estados e do Distrito Federal;
8.     Procuradorias dos Municípios;
9.     Secretária do Tesouro Nacional;
10.  Secretário de Política Econômica.
Há ainda Equipe de Quantificação, de caráter consultivo que terá como objetivo apoiar a Comissão de Sistematização e os Grupos Técnicos. A Equipe de Quantificação será formada pelos seguintes representantes:
I - um da Secretária Extraordinária da Reforma Tributária, que a coordenará;
II - um da Secretaria do Tesouro Nacional;
III - um da Secretaria de Política Econômica;
IV - dois da Secretaria Especial da Receita Federal do Brasil;
V - dois dos Estados; e
VI - dois dos Municípios
Por fim, o Art. 3º da Emenda Constitucional 132/2023 estabeleceu no Art. 37 da Constituição Federal, no parágrafo 17, que Lei complementar estabelecerá normas gerais aplicáveis às administrações tributárias da União, dos Estados, do Distrito Federal e dos Municípios, dispondo sobre deveres, direitos e garantias dos servidores das carreiras de que trata o inciso XXII do caput.